# Andrzej Jurek

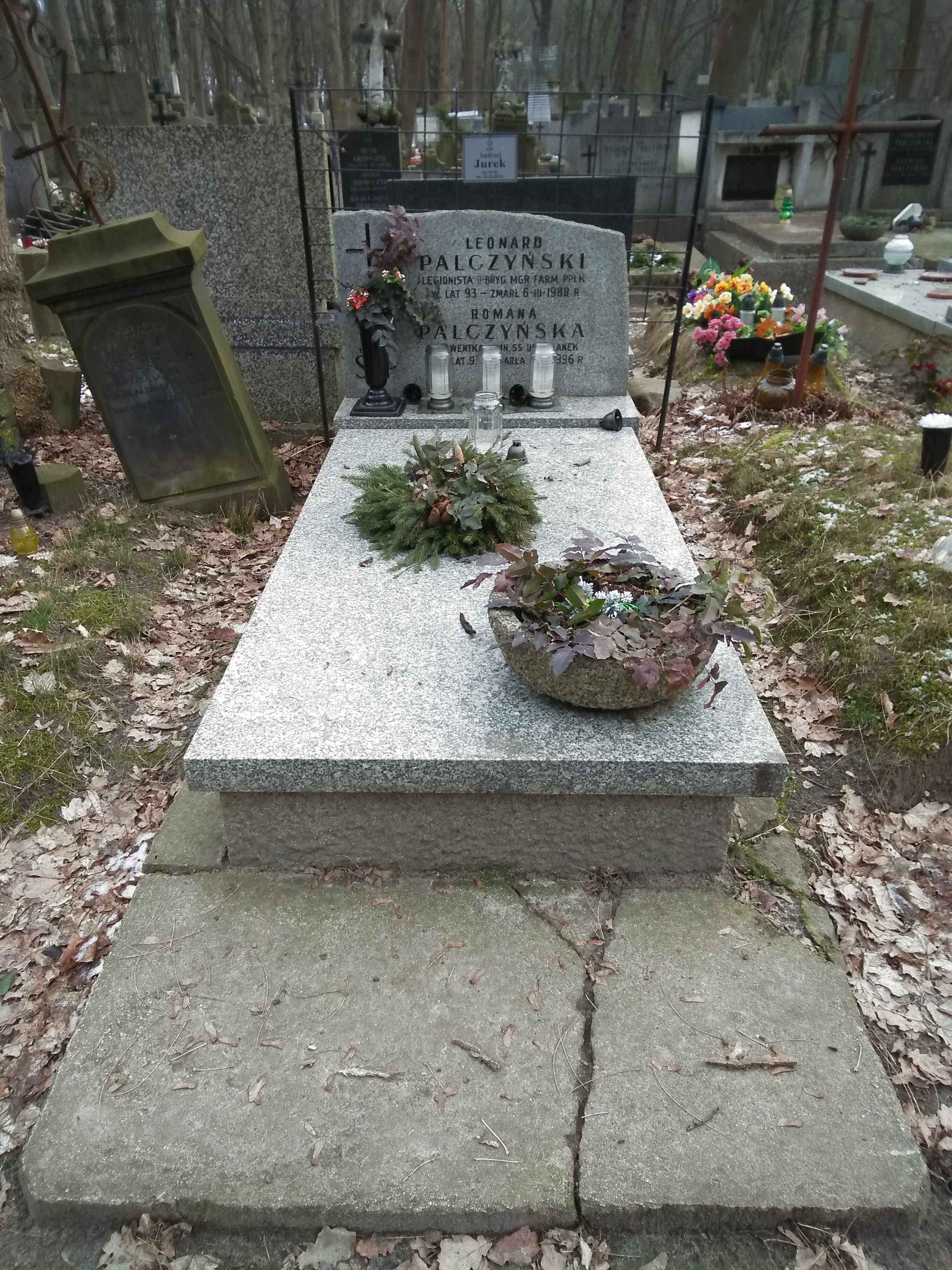
Grób Andrzeja Jurka na cmentarzu Powązkowskim

Andrzej Jurek (ur. 14 stycznia 1967 w Warszawie, zm. 24 maja 2012 tamże) – polski aktor teatralny i telewizyjny.

## Życiorys
W 1997 roku ukończył studia na PWST w Krakowie. Dyplom otrzymał dwa lata później. W latach 2000–2009 występował w Teatrze Syrena w Warszawie. W filmach i serialach grał role epizodyczne.
Zmarł 24 maja 2012 roku. Uroczystości pogrzebowe odbyły się 5 czerwca 2012 w Kościele Świętego Karola Boromeusza na Starych Powązkach w Warszawie. Pochowany został na cmentarzu Powązkowskim w Warszawie (kwatera 265-4-27).

## Filmografia

### Filmy
- 1997: Farba jako sprzedawca
- 1997: Boża podszewka jako parobek
- 1999: Patrzę na ciebie, Marysiu

### Seriale
- 1998: Ekstradycja 3 (odc. 10)
- 1999: Ja, Malinowski (odc. 14)
- 2001: Marszałek Piłsudski (odc. 6)
- 2003: Samo życie (odc. 255) jako pracownik firmy
- 2003: Plebania (odc. 314) jako pokerzysta
- 2005: M jak miłość (odc. 339) jako pacjent
- 2006: Mrok (odc. 4) jako sprzedawca
- 2008–2009: Na dobre i na złe (odc. 340; 396) jako ksiądz
- 2010: Samo życie (odc. 1406) jako wolontariusz
- 2010: Daleko od noszy (odc. 175) jako pacjent
- 2011: Plebania (odc. 1822) jako pracownik browaru
- 2011: Plebania (odc. 1825) jako mężczyzna w kościele
- Klan jako dostawca
- Na Wspólnej jako obrońca szefa Zuzanny